# Lagotis
Lagotis é um género botânico pertencente à família Plantaginaceae. Tradicionalmente este gênero era classificado na família das Scrophulariaceae.

## Espécies
Composto por 46 espécies:
- Lagotis altaica
- Lagotis alutacea
- Lagotis angustibracteata
- Lagotis blatteri
- Lagotis borealis
- Lagotis brachystachya
- Lagotis brevituba
- Lagotis cashmeriana
- Lagotis chumbica
- Lagotis clarkei
- Lagotis crassifolia
- Lagotis decumbens
- Lagotis glauca
- Lagotis globosa
- Lagotis gmelini
- Lagotis gregorjevi
- Lagotis hultenii
- Lagotis humilis
- Lagotis ikonnikovii
- Lagotis incisifolia
- Lagotis integra
- Lagotis integrifolia
- Lagotis kongboensis
- Lagotis korolkowi
- Lagotis kunawurensis
- Lagotis lancilimba
- Lagotis macrosiphon
- Lagotis micrantha
- Lagotis minor
- Lagotis nepalensis
- Lagotis pallasii
- Lagotis pharica
- Lagotis praecox
- Lagotis ramalana
- Lagotis reniformis
- Lagotis rockii
- Lagotis spectabilis
- Lagotis spermacea
- Lagotis spermacocea
- Lagotis stelleri
- Lagotis stolonifera
- Lagotis takedana
- Lagotis uralensis
- Lagotis wardii
- Lagotis yesoensis
- Lagotis yunnanensis